# 스파이 브릿지
《스파이 브릿지》(영어: Bridge of Spies)는 2015년 개봉한 스릴러 드라마 영화이다. 스티븐 스필버그 감독이 연출했고, 코언 형제와 맷 차먼이 각본을 썼다. 냉전 시대 소련의 스파이 루돌프 아벨을 변호하게 된 미국인 제임스 B. 도너번 변호사의 일화를 바탕으로 하였다. 톰 행크스가 주인공 제임스 도너번 역을, 마크 라일런스가 의뢰인 루돌프 아벨 역을 연기했다.

## 줄거리
냉전 대립이 한창인 1957년의 미국 뉴욕. 소련에서 온 스파이 루돌프 아벨이 체포된다. 그리고 보험 전문 변호사 제임스 B. 도너번이 아벨의 변호를 담당하게 된다.
아벨의 사형은 사실상 확정이었고 재판은 공정함을 표방하기 위한 형식적인 것이었으나, 도너번은 법을 따르는 변호사로서 아벨의 변호를 진지하게 수행한다. 불리한 상황에서도 부실수사를 지적하고, 아벨의 법적 권리를 주장하지만, 받아들여지지 않는다. 도너번은 직접 판사를 찾아가서, 차후 소련과의 포로 교환 협상을 대비해 아벨을 살려둬야 한다며 설득한다. 결국 재판은 사형 대신 30년형이 내려지게 된다. 하지만 적국의 스파이를 살려낸 일로 도너번은 온 국민의 반감을 사게 되며, 가족까지 위협을 당한다.
3년 뒤인 1960년, 극비 임무를 띠고 소련 영토를 촬영하던 미군 비행사 프랜시스 게리 파워스가 격추되어 소련의 포로가 된다. 그즈음 아벨에게 동독에서 온 편지가 도착한다. 내용은 아벨의 가족이 포겔이라는 변호사를 통해 만나길 희망한다는 것이었는데, CIA에서는 이를 포로 맞교환을 원하는 소련의 메시지라고 추측한다. 국방부는 도너번을 민간 자격의 협상자로 지명하고, 도너번은 막 동서로 분단되어 베를린 장벽이 세워진 베를린으로 간다.
도너번은 동베를린의 소련 대사관에서 시슈킨과 만나 포로 교환을 협상한다. 알고 보니 편지를 보낸 포겔은 소련이 아닌 동독 측 변호사였다. 동독은 미국이 자국을 소련의 속국이 아닌 정식 국가로 대우하길 원했고, 마침 동독 영토에서 운없게 붙잡힌 미국인 유학생 포로 프레더릭 프라이어와 아벨을 교환할 것을 제안한다.
도너번과 동행한 CIA 요원은 프라이어를 버리고 파워스를 우선시하라고 하지만, 도너번은 두 사람 모두를 구하려는 노력을 포기하지 않는다. 도너번은 포겔 변호사에게 파워스와 함께 프라이어를 보내지 않으면 협상은 없다고 입장을 굳힌다. 교환 절차 당일, 소련과의 협상 장소인 글리니케 교에서 도너번은 동독 측이 프라이어를 데려올 때까지 움직이지 않고, 아벨도 거기에 응한다. 마침내 포겔 변호사가 프라이어를 대동하고 체크포인트 찰리에 나타난다. 포로 교환이 이루어지고, 아벨은 도너번에게 고마움을 표한 뒤 소련 측 차를 타고 사라진다.
도너번이 귀국한 뒤, 미국 정부는 포로 둘을 구해낸 도너번에게 공식적으로 감사를 표하고, 도너번은 명예를 회복하게 된다.

## 출연
- 톰 행크스 - 제임스 B. "짐" 도너번 역
- 마크 라이런스 - 루돌프 아벨 역
- 에이미 라이언 - 메리 도너번 역
- 스콧 셰퍼드 - 호프먼 역
- 제바스티안 코흐 - 볼프강 포겔 역
- 앨런 알다 - 토머스 "톰" 와터스 주니어 역
- 오스틴 스토웰 - 프랜시스 게리 파워스 역
- 빌리 매그너슨 - 더그 포레스터 역
- 이브 휴슨 - 캐럴 도너번 역
- 제시 플레먼스 - 조 머피 역
- 마이클 개스턴 - 윌리엄스 역
- 피터 맥로비 - 앨런 덜레스 역
- 도메닉 롬바르도지 - 블라스코 역
- 윌 로저스 - 프레더릭 프라이어 역
- 데이킨 매슈스 - 모티머 W. 바이어스 역
- 부르크하르트 클라우스너 - 하랄트 오트 역
- 미하일 고레보이 - 이반 시슈킨 역
- 스티븐 컹큰 - 윌리엄 F. 톰프킨스 역
- 노아 슈냅 - 로저 도너번 역
- 질리언 레블링 - 페기 도너번 역

## 기타
- 공동제작: 찰리 워브큰
- 공동제작: 헤닝 몰펜터
- 공동제작: 크리스토프 피셔
- 미술: 애덤 스톡하우젠
- 세트: 레나 드안젤로
- 의상: 카시아 월릭카 메이몬
- 배역: 엘렌 루이스

## 비평
듀나는 '훌륭한 미국인에 대한 영화이고 상대적으로 더 나았던 체제에 대한 영화다. 각 세력의 대표자가 아닌 말단과 주변인들의 이야기이며, 이를 통해 체제 전쟁에서 승리하는 것은 올바르고 정의로운 쪽이라는 선명한 주제를 드러낸다'고 평했다. 영화의 지나치게 단순명쾌한 접근법을 지적했으나, 영화의 선명한 주제를 생각했을 때 잘 어울리는 선택이라고도 말했다. 이동진은 '실감과 서스펜스로 내내 역동적인 재미를 주는, 대가들의 능력이 발휘된 영화'로 평가했고, '사상적 지향이 반대되는 인물끼리 서로 존경하며 지지하는 모습을 통해, 결국 누군가를 존경하는 것은 신념의 내용이 아닌 형식 때문'이라고 비평했다.